# Jan Komnen (gubernator Dyrrachium)
Jan Komnen (gr. Ἰωάννης Κομνηνός) – bizantyński arystokrata, protosebastos, gubernator Dyrrachium 1092-1105/6.

## Życiorys
Jan urodził się prawdopodobnie około 1074 roku. Był synem Izaaka Komnena i Ireny, kuzynki Marii z Alanii. W latach 1092–1105/6 był duksem Dyrrachium. Pochodzenie jego żony nie jest znane. 